# Dulfalva
Dulfalva (ukránul: Дулово) település Ukrajnában, Kárpátalján, a Técsői járásban.

## Fekvése
Técsőtől északra, a Talabor mellett, Csománfalva és Talaborfalu közt fekvő település.

## Története
Dulfalva 1400 táján keletkezett. A falu nevét 1428-ban Dwlfalua néven említette először, majd 1485-ben Dulfalw néven írták.
A középkorban kincstári birtok, ekkor a Dulfalvai család kapta meg a falu kenézségét. 1485 után a huszti váruradalom ruszin jobbágyai lakták, és ekkor kincstári birtok volt.
1696 birtokosa volt többek között a Kövesligeti család, Kövesligeti Illés is. Egykori főbb birtokosa a Kövesligeti család volt, majd az 1800-as évek vége felé kincstári birtok.
1910-ben 1278 lakosából 4 magyar, 68 német, 1206 ruszin volt. Ebből 1207 görögkatolikus, 68 izraelita volt. A Trianoni békeszerződés előtt Máramaros vármegye Técsői járásához tartozott.

## Nevezetességek
- Görögkatolikus temploma